# Álvaro Augusto de Andrade Botelho
Álvaro Augusto de Andrade Botelho (Lavras do Funil, 8 de fevereiro de 1860 — Lavras, 16 de dezembro de 1917) foi um político brasileiro. Exerceu o mandato de deputado federal constituinte por Minas Gerais em 1891.